# Kosova Airlines
Kosova Airlines est une compagnie aérienne régionale kosovare reliant la capitale  du Kosovo Prishtina aux principales villes en Europe.
La compagnie a été créée à l'automne 2003 par la Mission d'administration intérimaire des Nations Unies au Kosovo (MINUK) et le gouvernement régional kosovar. C'est la première compagnie kosovare bien qu'Air Prishtina soit une autre compagnie qui assure la desserte régionale.